# دانشکده پزشکی تهران
دانشکده پزشکی دانشگاه علوم پزشکی تهران این دانشگاه یکی از مهم‌ترین و بزرگ‌ترین دانشکده‌های دانشگاه علوم پزشکی تهران و همچنین یکی از بهترین دانشکده های پزشکی در ایران به‌شمار می‌رود که در سال 1313 تاسیس شد. هرساله، تعداد زیادی از داوطلبان برتر و رتبه های تک و دو رقمی کنکور سراسری رشته علوم تجربی یا مقاطع پزشکی، در این دانشگاه شروع به تحصیل می‌کنند و ادامه به تحصیل می‌دهند. مهم‌ترین وظیفه این دانشکده تربیت پزشک و ارائه خدمات آموزشی و درمانی به شهروندان می‌باشد. همچنین از نظر زمانی، قدیمی ترین دانشکده مدرن در ایران به شمار می‌رود.

## تاریخچه
تاریخچه دانشکده پزشکی به تشکیل دانشگاه تهران در سال ۱۳۱۳ برمی‌گردد. البته دانشکده پزشکی دانشگاه علوم پزشکی تهران در حقیقت همان مدرسه طب دارالفنون است که در سال ۱۲۹۷ از دارالفنون جدا شد و به ساختمانی در خیابان شیخ هادی منتقل گردید و محمدحسین لقمان‌ادهم به ریاست آن برگزیده شد و از همین دوره، بخصوص از سال ۱۳۰۷، آموزش طب (در مدرسه طب) نظم و قوام بیشتری پیدا کرد و به دوره‌های آموزش علوم پایه و بالینی تقسیم شد. در سال ۱۳۱۳، قانون تأسیس دانشگاه تهران به تصویب مجلس شورای ملی رسید و هریک از مدارس، دانشکده نامیده شدند که یکی از آن‌ها دانشکده طب بود که تا قبل از سال ۱۳۶۴ و قانون استقلال آموزش پزشکی و تشکیل دانشگاه‌های علوم پزشکی، این دانشکده زیر نظر دانشگاه تهران اداره می‌شد ولی پس از آن زمان همراه با دانشکده‌های داروسازی، بهداشت، پرستاری و مامایی، پیراپزشکی، دندانپزشکی، یک دانشگاه مستقلی به نام دانشگاه علوم پزشکی تهران تأسیس شد.  دکتر ابوالقاسم بختیار  بنیانگذار و از اولین اعضای هیئت علمی این دانشکده بشمار میرود. حال حاضر ریاست این دانشکده بر عهده دکتر علیرضا استقامتی می‌باشد.
روسای دانشکده:

## دانش‌آموختگان
سالانه بیش از۴۰۰ پزشک عمومی، حدود ۹۰۰ نفر متخصص، فوق تخصص، فلوشیب، ۸۰ نفر فوق لیسانس و دکترای علوم پایه پزشکی از این دانشکده فارغ‌التحصیل می‌گردند.

## ساختار و مدیریت
تشکیلات سازمانی دانشکده متشکل از ریاست دانشکده پزشکی، معاونت‌های آموزش عمومی، آموزش تخصصی و فوق تخصصی، تحصیلات تکمیلی، اداری مالی، معاونت پژوهشی، معاونت دانشجویی و فرهنگی، معاونت هیئت علمی، دفتر توسعه آموزش پزشکی و کتابخانه دانشکده پزشکی است. در بیمارستان‌ها، گروه‌های آموزشی بالینی، فعالیت‌های آموزشی را در بخش‌های آموزشی ارائه می‌نمایند. هر بخش با ۲۰ تا ۴۰ تخت، به‌طور متوسط با ۵ نفر عضو هیئت علمی به کمک دستیاران تخصصی، فوق تخصصی، کارورزان و پرستاران اداره می‌شود.

## دانشجویان
هم‌اکنون تعداد دانشجویان در مقطع علوم پایه ۷۰۳ نفر، فیزیوپاتولوژی ۲۲۹ نفر، دوره بالینی ۵۰۰ نفر و کارورزی ۷۴۰ نفر است و در مجموع ۲۱۷۲ دانشجوی پزشکی در دوره عمومی در دانشکده پزشکی و بیمارستان‌های تابعه مشغول به تحصیل هستند. دانشکده پزشکی، علاوه بر دانشجویان دوره عمومی، مسئولیت آموزش ۹۱ نفر دانشجویان کارشناسی ارشد، ۸۵ نفر دانشجویان پی‌اچ‌دی و دستیاری را در همین محوطه دانشکده و مسئولیت آموزش ۹۲۰ دستیار تخصصی را در ۲۴ رشته بالینی، ۱۴۲ دستیار فوق تخصصی را در ۲۰ رشته و ۴۰ فلوشیپ را در ۷ رشته تخصصی را در بیمارستان‌های تابعه بر عهده دارد. در شورای نمایندگان دانشجویان دانشکده پزشکی، ورودی‌های مختلف دانشکده پزشکی، جهت تسهیل امور آموزشی، رفاهی و هماهنگی‌های لازم خود، افرادی را در هر ورودی به عنوان نماینده خود در انتخابات، انتخاب می‌کنند. این شورا ماهانه با ریاست دانشکده، معاونت آموزشی، معاونت دانشجویی دانشکده و مسئول دفتر توسعه، جلسه برگزار می‌کند و نمایندگان دانشجویان پزشکی به بیان مشکلات و معضلات ورودی خود یا بحث‌هایی مشترک می‌پردازند.

## گروه‌های آموزشی
دانشکده پزشکی دارای ۱۱ گروه آموزشی در علوم پایه و ۲۲ گروه آموزشی بالینی می‌باشد. مجموعاً حدود ۱۰۰۰ نفر هیئت علمی در گروه‌های فوق، به آموزش دانشجویان اشتغال دارند که از این تعداد تقریبا ۱۵۰ نفر در علوم پایه و ۸۵۰ نفر در گروه‌های آموزشی بالینی بیمارستان‌ها به فعالیت مشغول هستند.

## بیمارستان‌های آموزشی
- بیمارستان امام خمینی
- انستیتو کانسر
- بیمارستان ولیعصر
- بیمارستان دکتر شریعتی
- بیمارستان سینا
- بیمارستان امیراعلم
- مرکز طبی کودکان
- بیمارستان روزبه
- بیمارستان فارابی
- بیمارستان جامع زنان یاس
- بیمارستان کودکان بهرامی
- بیمارستان زنان آرش
- مرکز قلب تهران
- بیمارستان ضیائیان
- بیمارستان بهارلو